# Ctenocharidotis
Ctenocharidotis là một chi bọ cánh cứng trong họ Chrysomelidae.
Chi này được Spaeth miêu tả khoa học năm 1926.

## Các loài
Chi này gồm các loài:
- Ctenocharidotis crispata (Boheman, 1855)